# Geranium brasiliense
Geranium brasiliense là một loài thực vật có hoa trong họ Mỏ hạc. Loài này được Progel mô tả khoa học đầu tiên năm 1877.